# كارلوس أوتشوا
كارلوس أوتشوا (بالإسبانية: Carlos Ochoa Mendoza) (5 مارس 1978 في المكسيك - ) هو لاعب كرة قدم مكسيكي في مركز الهجوم. شارك مع منتخب المكسيك لكرة القدم. أما مع النوادي، فقد لعب مع أوساسونا وتايجرز أونال وسانتوس لاغونا ونادي أطلس ونادي تشياباس ونادي غوادالاخارا ونادي مونتيري ونادي نيكاكسا وتيبورونيس روخوس دي فيراكروز ونادي موريليا الرياضي ونادي كيريتارو.

## وصلات خارجية
- كارلوس أوتشوا على موقع الاتحاد الدولي (مؤرشف)  (الإنجليزية)
- كارلوس أوتشوا على موقع قاعدة بيانات كرة القدم.إي يو (الإنجليزية)
- كارلوس أوتشوا على موقع ناشيونال فوتبول تيمز (الإنجليزية)
- كارلوس أوتشوا على موقع Soccerway.com (الإنجليزية)
- كارلوس أوتشوا على موقع AS.com (الإسبانية)